# هالوين: لعنة مايكل مايرز
هالوين: لعنة مايكل مايرز (بالإنجليزية: Halloween: The Curse of Michael Myers)‏ هو فيلم رعب تم إنتاجه في الولايات المتحدة وصدر سنة 1995، بطولة جورج ب. ويلبر وهو الجزء السادس من سلسلة هالوين.

## القصة
بعد ست سنوات من قيام مايكل مايرز بترويع هادونفيلد آخر مرة، عاد إلى هناك لملاحقة ابنة أخته، جيمي لويد، التي هربت مع طفلها المولود حديثًا، والتي لدى مايكل وطائفة غامضة خطط شريرة.

## الميزانية الإيرادات
كلف الفيلم 5 ملايين دولار وحقق أرباح تقدر بـ 15.1 مليون دولار (في الولايات المتحدة فقط)

## وصلات خارجية
هالوين: لعنة مايكل مايرز على موقع IMDb (الإنجليزية)
- هالوين: لعنة مايكل مايرز على موقع ميتاكريتيك (الإنجليزية)
- هالوين: لعنة مايكل مايرز على موقع روتن توميتوز (الإنجليزية)
- هالوين: لعنة مايكل مايرز على موقع نتفليكس (الإنجليزية)
- هالوين: لعنة مايكل مايرز على موقع قاعدة بيانات الأفلام العربية
- هالوين: لعنة مايكل مايرز على موقع ألو سيني (الفرنسية)
- هالوين: لعنة مايكل مايرز على موقع Turner Classic Movies (الإنجليزية)
- هالوين: لعنة مايكل مايرز على موقع أول موفي (الإنجليزية)
- هالوين: لعنة مايكل مايرز على موقع بوكس أوفيس موجو (الإنجليزية)
- هالوين: لعنة مايكل مايرز على موقع فيلمافينيتي (الإسبانية)